# Claudia Banz
Claudia Banz (* 1966) ist eine deutsche Kunsthistorikerin und Museumskuratorin.

## Leben
Banz studierte Kunstgeschichte, Romanistik und Klassische Archäologie an der Ruprecht-Karls-Universität Heidelberg und der Freien Universität Berlin. Dort promovierte sie 1996 mit einer Arbeit über das höfische Mäzenatentum der Habsburger in Brüssel. Als Kuratorin war sie anschließend an diversen Museen tätig, unter anderem am Museum für Gegenwart (Hamburger Bahnhof) in Berlin, am Kunstgewerbemuseum Berlin, am Museum Folkwang Essen, am Centraal Museum Utrecht und am Deutschen Hygiene-Museum in Dresden, wo sie 2008 gemeinsam mit dem afrikanischen Künstler Meschac Gaba die Ausstellung Glück - welches Glück kuratierte. Von 2011 bis 2017 leitete sie als Nachfolgerin von Rüdiger Joppien die Sammlung Kunst und Design nach 1800 im Museum für Kunst und Gewerbe in Hamburg. Seit dem 1. Juni 2017 ist sie Kuratorin für Design am Kunstgewerbemuseum der Staatlichen Museen zu Berlin.
Im MKG Hamburg verantwortete sie die Neupräsentation der Designsammlung. Als leitende Kuratorin der Jahresmesse für Kunst und Handwerk initiierte sie eine internationale Ausstellungsplattform für Hochschulen und einen Nachwuchspreis für junge Gestalter.
Für das Kunstgewerbemuseum Berlin etablierte Claudia Banz die Reihe Design Lab sowie Design Talks, um das Haus als Plattform und Experimentalraum für multidisziplinäre Designansätze und einen kritischen Diskurs über gesellschaftlich relevante Gestaltungsfragen zu öffnen.
In ihren Ausstellungen thematisiert sie die Schnittstellen von Design, Mode, Handwerk und Kunst.
Im September 2024 wurde bekanntgegeben, dass sie im Februar 2025 Jonathan Fine als Direktorin des Weltmuseums Wien nachfolgen soll.

## Veröffentlichungen (Auswahl)
- Retrotopia. Design for Socialist Spaces. Hrsg. von Claudia Banz. Verlag Kettler, Dortmund 2023, ISBN 978-3-98741-033-8.
- Atmoism. Gestaltete Atmosphären: Hermann August Weizenegger. Verlag für moderne Kunst, Wien 2020, ISBN 978-3-903320-97-0.
- Connection Afro Futures: Fashion x Hair x Design. Hrsg. von Claudia Banz, Cornelia Lund, Beatrace Angut Oola, Kerber Verlag, Bielefeld 2019, ISBN 978-3-7356-0615-0.
- Social Design. Gestalten für die Transformation der Gesellschaft. Transcript Verlag, Bielefeld 2015, ISBN 978-3-8376-3068-8.

- Food Revolution 5.0 - Gestaltung für eine Gesellschaft von morgen. Hrsg. von Sabine Schulze und Claudia Banz, Verlag Kettler, Dortmund 2017, ISBN 978-3-86206-645-2.
- Fast Fashion. Die Schattenseiten der Mode. Hrsg. von Sabine Schulze und Claudia Banz. Verlag der Buchhandlung Walther König, Köln 2015, ISBN 978-3-923859-82-5.
- Jugendstil. Die große Utopie. Hrsg. von Sabine Schulze, Claudia Banz und Leonie Beiersdorf, Museum für Kunst und Gewerbe Hamburg, Hamburg, 2015, ISBN 978-3-923859-84-9.
- Social Design. Hrsg. von Claudia Banz (Kunstforum 207/2011)
- Dressed! Art en Vogue. Hrsg. von Claudia Banz, Heinz-Norbert Jocks, Barbara Til (Kunstforum 197/2009)
- Höfisches Mäzenatentum in Brüssel: Kardinal Antoine Perrenot de Granvelle (1517–1586) und die Erzherzöge Albrecht (1559–1621) und Isabella (1566–1633) (zugleich Dissertation FU Berlin 1996), Gebr. Mann Verlag, Berlin 2000 (Berliner Schriften zur Kunst 12), ISBN 3-7861-2309-8.